# 刘嘉麒
刘嘉麒（1941年5月29日—），中国火山地质与第四纪地质学家。

## 生平
出生于辽宁丹东。籍贯北宁。满族。1965年毕业于长春地质学院，1967年该院研究生毕业。1986年获中国科技大学研究生院理学博士学位。2003年当选为中国科学院院士。中国科学院地质与地球物理研究所研究员、中国第四纪科学研究会理事长。曾任中国科学院地质研究所所长。